# Okolica Poetów
Okolica Poetów – polski miesięcznik literacki wydawany w latach 1935–1939 w Ostrzeszowie przez Stanisława Czernika. Wznowione w 1998 roku w Poznaniu pod honorową redakcją Barbary Czernik. 
Pismo ukazuje się jako kwartalnik, w Wydawnictwie Wers (Koziegłowy). Redaktorem naczelnym był Jerzy Szatkowski. 
Czasopismo związane było ze środowiskiem poetyckim autentyzmu. W „Okolicy Poetów” drukowali jednak twórcy związani z różnymi grupami i prądami, takimi jak Awangarda Krakowska, Czartak, Kwadryga, Żagary, Skamander (Julian Tuwim), Druga Awangarda (Józef Czechowicz), futuryzm, a także autentyści i debiutanci. Do 1939 roku ukazały się 42 zwykłe numery pisma oraz kilka numerów monograficznych, poświęconych literaturze starożytnej Grecji i Rzymu oraz literaturze łotewskiej.